# Histoire du Maranhão
L'histoire du Maranhao est marquée par une succession d'intrusions sur le terroire des Amérindiens puis des colons européens, d'abord les Français, puis les Portugais et enfin les Hollandais qui ensuite doivent céder le terrain aux Portugais.

## Présence française
L’attrait de la zone côtière autour de l'île de Maranhão était si forte que Willem Usselinx avait attiré l’attention des Provinces Unies vers cette région, mais la Compagnie hollandaise des Indes orientales ne fut confondée par lui qu’en 1621, deux décennies plus tard, et ce sont les Français qui les premiers se lancèrent  en direction du "Maragnan".
En 1598, Henri IV engagee une politique d’expansion outre-mer : le « grand dessein » des « horizons du règne » pour une ouverture aux « horizons du monde ». En 1603, le gouverneur de Rennes, René-Marie de Montbarrot, lieutenant général en Guyane depuis 1602, demanda une expédition à destination de l’embouchure de l’Amazone, qui partit le 12 janvier 1604 de Cancale.
L’expédition de La Ravardière revient à Cancale le 15 août 1604 et il fut promu par le roi lieutenant général « en la terre d’Amérique depuis la rivière des Amazones jusqu’à l’île de la Trinité ». En juillet 1609, il lança son projet équinoxial mais entre-temps survint l’assassinat du roi Henry IV, le 14 mai 1610 et il fut contraint de s’associer dès le 6 octobre 1610 à un noble catholique François de Razilly. Nicolas de Harlay devient en septembre 1611 le financier de l’entreprise: une expédition de 500 hommes embarque de Cancale le 1er mars 1612 avec 4 missionnaires de l’ordre des Capucins puis réussit la fondation du fort Saint-Louis le 8 septembre 1612, actif pendant 2 ans.
En 1613 et 1614, cette "France équinoxiale de Saint-Louis du Maragnan" fut un axe de la « propagande de la foi » de l’ordre des Capucins et même le sujet, entre le 12 avril et le 24 juin 1613, d'un des spectacles parisiens organisé pour la cour de France et Marie de Médicis, avec six Indiens « ambassadeurs tupinambas à Paris » ramenés par François de Razilly et le Père Claude, Maurice Pianzola, amenant Louis XIII à ordonner « de leur faire entendre qu’il les conserverait contre tous comme ses propres sujets ».
Puis le 24 juin 1613, la cérémonie de baptême de 3 d'entre eux est un « grand spectacle parisien », vanté l'année suivante par une campagne médiatique début 1614, mais peu après c'est la destruction, dans les ateliers de l’imprimeur François Huby, des exemplaires de l’ouvrage, pourtant publiés « avec privilège du Roy ».

## Présence ibérique
La nouvelle politique de la reine mère régente Marie de Médicis vire en effet à l'alliance avec l’Espagne de Philippe III, concrétisé par le mariage de Louis XIII, à Bordeaux, fin novembre 1615, avec la fille de Philippe III de Habsbourg. La Ravardière n'ayant pas obtenu pas les renforts promis l’année précédente, il doit accepter la capitulation le 4 novembre 1615, face aux troupes portugaises, commandées d'Alexandre de Moura et Jerônimo de Albuquerque, qui ensuite remontent le littoral vers le nord-ouest en 1616, jusqu'à l’embouchure de l’Amazone, où ils construisirent le fort de Presépio, future ville de Belém. Sur les ruines du fort français, l'ingénieur Francisco de Frias de Mesquita dessina un plan d’urbanisation de la ville de São Luís dès 1615. Elle fut ensuite promue capitale en 1621 d'une nouvelle capitainerie, celle de l’État du Maranhão, dotée d'une liaison directe vers Lisbonne, sans passer par Salvador de Bahia. C'est la première étape de la poussée brésilienne vers l’Ouest et le réseau fluvial amazonien.
Cette période de présence ibérique coïncide avec une véritable guerre menée dans la région du Grão Pará, entre 1616 et 1637, « contre les Hollandais et les Anglais, présents dans l’embouchure de l’Amazone ». Pour les Ibériques, la conquête du Maranhão devient un « théâtre de la guerre catholique », visible dans écrits du jésuite Luis Figueira sur cette  conquête du Maranhão, publiés à Lisbonne, en 1631. Une expédition conduite par Pedro Teixeira quitte Belem do Pará, en 1637, pour remonter le fleuve Amazone jusqu’à Quito puis revient au Pará en 1639. Elle est parfois présentée comme une vision stratégique et nationaliste, dirigée contre l'Espagne, visant à étendre le territoire brésilien à ses dépens et contrariant les intérêts de la Casa de Contratación de Séville, avec en 1639, « les critiques du président de l’audience de Quito, comme celles du gouverneur de Caracas ». Du côté des rois Habsbourg, il fallait cependant faire d'une pierre deux coups en obtenant des luso-brésiliens l’exploration de l’Amazone et l’expulsion des Hollandais hors de cette région. Durant cette période, « vivant au rythme de la guerre hollandaise, le Maranhão connaît une conjoncture distincte » de celle de l'Union ibérique.

## Présence hollandaise
Le 25 novembre 1641,, une flotte hollandaise de 19 navires et 2000 soldats arrivée de Recife s'approcha de São Luís et n'a pas répondu aux messages puis a subi un bombardement. Les néerlandais continuèrent jusqu'à la rivière Bacanga, y jetant l'ancre, puis négocie avec les Portugais-Brésiliens un traité de trêve, permettant au gouverneur de continuer à occuper son poste en échange d'un lieu sur l'île pour que les troupes puissent camper jusqu'à ce que des nouvelles diplomatiques arrivent du Portugal, alors sur le point de quitter l'Union ibérique.
Le capitaine-général portugais Bento Maciel Parente (156 —1642) alors âgé de 74 ans, avait envoyé des troupes au Cap Norte, en Amazonie, jugée vulnérable aux attaques des Anglais, Français, et hollandais. Un quart de siècle plus tôt, il avait expulsé les Français du Maranhão, les forçant à capituler le 1er novembre 1615. Mais la trêve de novembre ne sera pas respectée. Fait prisonnier, il sera transféré à la forteresse dos Reis Magos, mais mourut en chemin, en février 1642. En s'emparant du Fort Monte Calvário, les Hollandais peuvent revendiquer 1500 kilomètres de littoral, même si ce contrôle est purement théorique.
Après plusieurs semaines aux abords de la ville, les occupants néerlandais n'ont plus respecté la trêve et mis le feu à plusieurs habitations, les magasins ont été saccagés, avec vol d'environ 5000 arrobas de sucre, les églises pillées, les habitants sommés de prêter allégeance aux États généraux des Provinces-Unies. Les néerlandais se sont montrés indifférents aux traditions religieuses de la population.
Les habitants de la ville d'Itapecuru Mirim, dans la mésorégion Nord du Maranhão, ont subi de nombreuses injustices, notamment des pillage et des menaces, allant parfois jusqu'à celle à violer leurs femmes. La population a fui vers la région de Baixada, où plusieurs colonies sont apparues, ou est retournée au Portugal, ce qui a entraîné une paralysie de l'économie du Maranhão. La production de la capitainerie reposait sur la vente de tabac, clous de girofle, coton, eau de vie, sucre, sel, huile d'olive, cuir et farine de manioc. Selon d'autres sources, la plupart des 250 planteurs et missionnaires portugais ont fui vers Bélem.
La ville resta ainsi aux mains des Hollandais jusqu'en février 1644, ce qui amènera plus tard les autorités coloniales portugaises, une fois gagnées les Guerres de reconquête des Portugais au Brésil à créer l'« État du Maranhão et du Grand Pará », indépendant du reste du pays.
Le Maranhão fut alors la première région du Brésil à connaitre une insurrection générale contre les Portugais en 1642-1643, pendant les Guerres de reconquête des Portugais au Brésil, en violation du traité de trêve entre le Portugal et les Pays-Bas, dit Trêve luso-néerlandaise du 12 juin 1641, au moment où le Portugal attendait encore certaines des formalités. Ce fut seulement huit mois après l'invasion du Maeanhao de novembre 1641 qu'une trêve formelle avec les Portugais est trouvée par Nassau-Siegen, gouverneur général du Brésil hollandais, en juillet 1642, longtemps retardée car elle signifie le retrait d'une partie des soldats hollandais.
Entre-temps, début 1642, plusieurs planteurs portugais restés à Saint-Louis de Maranhão sont livrés à des Amérindiens du Maranhão pour qu'ils puissent se venger d'eux. D'autres se voient dépouillés de leur récolte de sucre par les Hollandais. Selon les sources anciennes, le soulèvement de la province de Maranham, est causé par la déportation de 24 Portugais sur une côte déserte, où ils furent dévorés par des anthropophages. Par ailleurs, selon Gedeon Morris de Jonge, interprète et gouverneur du Ceara, près d'un millier d'Amérindiens du Maranhão étaient morts de la variole au cours des 4 premiers mois de 1642, peu après l'arrivée des Hollandais et ceux-ci aggravent leur cas en recourant, pour compenser, à la mise en esclavage d'autres Amérindiens. Les 80 Amérindiens du Ceara qui ont participé à la conquête du Ceara vont ensuite raconter ce qu'ils ont vu à leur retour au pays.
La révolte démarre en juillet ou septembre 1642, selon les sources. Sous la direction de l'ancien capitaine-major Antônio Muniz Barreiros d'Itapicuru, avec des renforts de Pedro Maciel Parente, capitaine-major de Grão-Pará, et de son frère João Velho do Vale, la population mena un soulèvement dans toute la vallée de Mearim et Itapecuru, en plus de celle qui s'étend le long de la rivière Paraíba.
Le 30 septembre 1642, ils ont pris le Fort de Vera Cruz do Itapecuru, dans la municipalité actuelle de Rosário, causant 300 morts à l'ennemi, et 15
Les Portugais de cette province, avec des renforts de la capitainerie portugaise voisine du Gran Para se placent sous le commandement d'Antonio Moniz Barreto, Pedro Maciel et Antonio Teixeira, pour attaquer les Hollandais et massacrent en octobre 1642 la garnison de Monte-Calvario, puis assiègent celle de San Luiz, chef-lieu de l'île et de la capitainerie de Maranhao
Une quinzaine de jours après le début du soulèvement, le 4 octobre 1642, Manuel Gonsalves da Cunha, notaire, écrit José Graces, sergent-major pour répondre au conseiller néerlandais dans le Maranhão occupé. Ce récit tente de justifier auprès du roi du Portugal la conspiration du Maranhão pour expulser les Hollandais. Deux ans plus tard, ce sera au tour du Pernambouc d'élaborer le même type de discours pour justifier la guerre contre les Hollandais.
En janvier 1643 environ 300 soldats hollandais et 200 Amérindiens échouent à mater la révolte et doivent fuir pour se réfugier sur l'île de Curaçao, d’où ils sont ensuite transférés plus au Nord, sur l’île de Manhattan.
Au cours du conflit militaire, les Indiens du Ceara, capitainerie voisine, aident tout d'abord le capitaine J. Evers dans la répression contre Oteiro da Cruz au Maranhão, mais les Amérindiens du Ceara et du Maranho s'opposent ensuite de plus en plus aux Hollandais. La guérilla contre les Hollandais dura environ trois ans et provoqua la destruction de la ville de São Luís.
Au printemps 1643, Gedeon Morris de Jonge avertit que les Indiens du Ceara travaillant à l'extraction du sel se plaignent de ne pas avoir été payés et veulent retourner dans leurs familles et s'occuper de leurs cultures vivrières, mais son appel est entendu trop tard : un an après arrive le lin pour les payer, alors que dès le début 1644 on a retrouvé le Fort du Ceara saccagé et vide de ses habitants hollandais, qui resteront kidnappés,.
À la fin de l'hiver 1644, Peter Stuyvesant, gouverneur hollandais de Curaçao, avait été envoyé attaquer le fort espagnol de Saint-Martin. Au cours du siège, il est amputé de la jambe droite par un coup de feu puis avait du lever le siège après quatre semaines et retourner à Curaçao en avril 1644.
À son retour, il découvre environ 450 employés de la Compagnie des Indes occidentales, réfugiés à Curaçao, après l'offensive des Portugais du Maranhao, où ils se sont emparés de Sao Luis, la principale ville, le 28 février 1644. La plupart de ces 450 réfugiés étaient dirigés par David Adam Wiltschut, l’ancien commandant militaire de Curaçao. Leur arrivée à Curaçao créé un problème de bouches à nourrir car l’île est à court de provisions en raison de l’expédition ratée à Saint-Martin . Peter Stuyvesant a alors décidé d'envoyer la majorité de ces réfugiés à Willem Kieft, directeur de la WIC à New Netherland (la future New-York) , qui a besoin d’aide dans sa guerre débutée en 1643 contre les Amérindiens .